# Gus Edson
Gus Edson (20 septembre 1901 – 26 septembre 1966) est un dessinateur américain qui reprit le comic strip The Gumps après la mort de son créateur Sidney Smith en 1935 et la continua jusqu’en 1959. Il fut aussi le créateur de la série Dondi qui fut adaptée au cinéma en 1960.